# Kristján Eldjárn
Kristján Eldjárn (6. prosince 1916 Tjörn í Svarfaðardal – 14. září 1982 Cleveland, Ohio) byl islandský vědec a politik, třetí prezident nezávislého Islandu, oceněný velkokřížem Řádu islandského sokola.

## Životopis
Narodil se v učitelské rodině na severoislandském venkově. Studoval archeologii na Kodaňské univerzitě, kterou musel opustit po německé okupaci Dánska. Prováděl archeologické výzkumy na Islandu, v Grónsku a Švédsku, získal doktorát na Islandské univerzitě za práci o pohřebních zvycích v předkřesťanských dobách. Od roku 1947 byl ředitelem Islandského národního muzea, celonárodní popularitu získal díky účinkování v televizních naučných pořadech. V prezidentských volbách v roce 1968 jako nestranický kandidát překvapivě porazil Gunnara Thoroddsena, zkušeného diplomata a zetě dosavadního prezidenta Ásgeira Ásgeirssona. Ve funkci hlavy státu byl potvrzen bez kandidáta v letech 1972 a 1976, v roce 1980 úřad opustil a vrátil se k vědecké práci. Zemřel o dva roky později v USA při operaci srdce.
Měl čtyři děti, syn Þórarinn Eldjárn je známý jako spisovatel a překladatel.